# B.C. Rich Guitars
B.C. Rich est une marque de guitares (basse) acoustiques et électriques américaine fondée en 1969 par Bernardo Chávez Rico. Elle est principalement connue pour ses instruments aux formes pointues et exagérées. La marque a trouvé son premier public dans les années 1970 parmi les musiciens hard et jazz rock avant d’accroître sa notoriété dans les années 1980 avec l’essor du heavy metal. Actuellement B.C. Rich appartient à Hanser Music Group, une société de distribution basée à Hebron au Kentucky. Les instruments sont produits aux États-Unis et dans différents pays d’Asie.

## Historique
La société B.C. Rich Guitars trouve ses origines dans les années 1950 dans Bernardo’s Guitar Shop, un magasin et atelier de réparation pour guitares acoustiques situé dans la Brooklyn Avenue à Los Angeles. Bernardo Chavez Rico, fondateur de la marque, y travaillait comme réparateur de guitares acoustiques avant de se lancer dans la production de guitares et basses électriques à la fin des années 1960. En 1972, B.C. Rich développe son premier modèle appelé Seagull qu’elle lance deux ans plus tard sur le marché. C’est d’abord L.D. Heater, une filiale de la société Norlin, qui distribue les instruments B.C. Rich et fournit les micros Gibson. À partir de 1974 B.C. Rich assure sa propre distribution et se procure les micros auprès de la firme Guild. Plus tard, elle fait appel à Larry DiMarzio pour concevoir des micros à double bobinage dotés de quatre sorties. Toutes les guitares sont ainsi équipées de DiMarzios et la collaboration entre les deux compagnies durera douze ans.

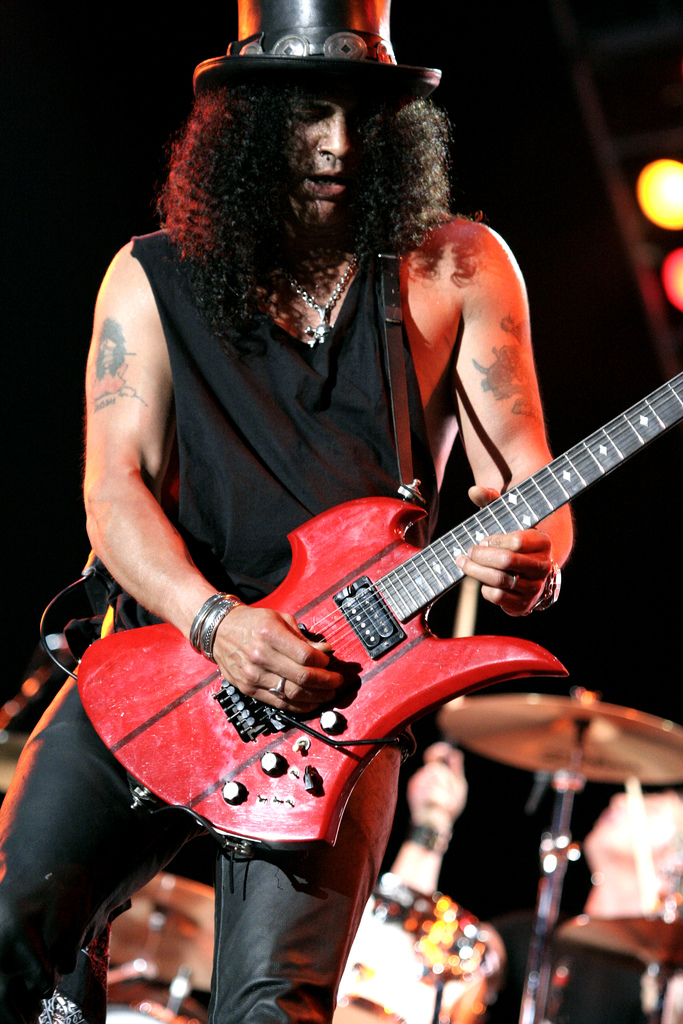
Slash sur scène avec une B.C. Rich Mockingbird

 Entre 1975 et 1977 B.C. Rich lance trois nouveaux modèles: la Mockingbird qui est inspiré des dessins de Johnny "Go-Go" Kallas, une version retravaillée de la Seagull appelée Eagle et finalement la Bich, un modèle conçu par Neal Moser, luthier et consultant auprès de la firme. À la fin des années 1970, B.C. Rich opère deux ateliers pour fabriquer ses instruments. Le premier se trouve à Alhambra, dans le comté de Los Angeles, tandis que le deuxième, B.C. South, est établi à Tijuana. La plupart des luthiers travaillant pour B.C. Rich sont des artisans mexicains qui utilisent des outils rudimentaires pour façonner les instruments. B.C. Rich tente à cette époque aussi de sous-traiter une partie de sa production au Japon. Les guitares importées sont appelées B.C. Rico afin de les distinguer de la production américaine. Ce choix génère cependant un contentieux avec la firme Rico Reeds et, par conséquent, la première livraison est saisie par le service des douanes américaines. Afin d’éviter un procès coûteux, B.C. Rich abandonne le nom B.C. Rico pour les modèles importés. Parmi les premiers musiciens à adopter la marque on retrouve Carlos Alomar, Robert Conti, Dominic Troiano, Bill Bodine, Neil Giraldo, Joe Perry et Brad Whitford,,.

Dans les années 1980, B.C. Rich élargit sa gamme en lançant une douzaine de modèles avec des nouvelles formes de corps et de tête. Les nouveaux modèles proposés incluent la Warlock, la Wave, l'Ironbird, la Stealth ou encore la Widow. La société subit aussi pendant ces années plusieurs changements dans son organisation. En 1981, B.C. Rich déménage son usine de Los Angeles à El Monte et un an plus tard la production de guitares acoustiques est arrêtée. La popularité du heavy metal profite à la marque qui trouve ainsi un autre public. En 1983, la société compte 23 à 28 employés et la production annuelle d'instruments est comprise entre 1 700 et 1 800 unités . Pour répondre à la demande croissante, B.C. Rich se tourne à nouveau vers la production asiatique. Rico se rend au Japon auprès de plusieurs usines d'instruments de musique, ce qui amène à la création de la série NJ (“Nagoya Japan”) dont la production est assurée par les luthiers Masan Tarada et Iida. En 1984 et 1985 la société voit partir deux de ses membres clés, Mal Stich, vice-président de B.C. Rich, et Neal Moser. À partir de 1986, les instruments de la série NJ sont produits par la société sud-coréenne Cort. B.C. Rich produit en même temps ses propres micros,.

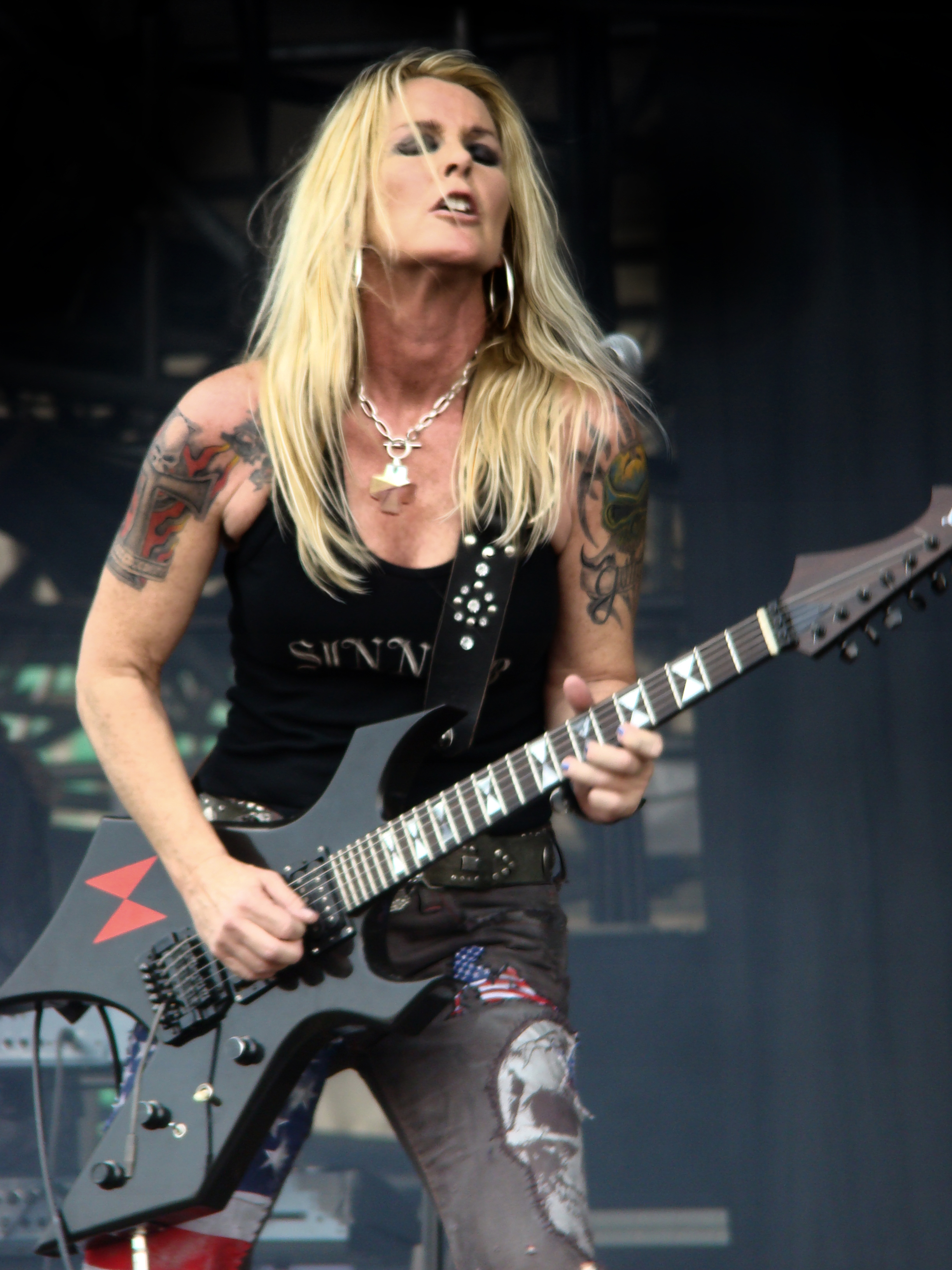
Lita Ford sur scène avec son modèle Warlock signature

En 1987 B.C. Rich passe un accord marketing avec Class Axe, une société basée à Warren dans le New Jersey. Celle-ci devient responsable de la promotion et la distribution des séries NJ, Platinum et Rave et, un an plus tard, de l’importation. En 1989, Class Axe obtient les droits sur le nom de B.C. Rich. Le siège en même temps que la production déménagent à Warren et l’atelier BC South est fermé. En 1990, une nouvelle série est introduite, l’Acrylic. Néanmoins Class Axe n’arrive pas à produire des modèles haut de gamme ("Handcrafted") conduisant certains distributeurs et musiciens à se détourner de la marque. De plus l’image de la marque se détériore à cause de la production et le contrôle qualité médiocre des modèles. Ce n’est qu’en 1992 que la société parvient à rendre cette production opérationnelle. La même année, le modèle Virgin est lancé,,.
Rico, quant à lui, s’est consacré durant cette période à une nouvelle marque de guitares électro-acoustiques et électriques appelée Mason Bernard. En 1993, il reprend la direction de B.C. Rich et entreprend de revitaliser la marque pendant les six années à venir et met sur pied un atelier à Hesperia,. Les opérations de production sont différentes cette fois. L’atelier B.C. South recueille les matières premières et façonne les instruments et l’autre à Hesperia les assemble et les peint. Seules les guitares acoustiques sont construites intégralement en Californie. Pendant les années qui suivent, B.C. Rich introduit des nouveaux modèles: la Ignitor, la V prototype, la Beast, l’Exclusive (Victor Smith Commemorative Model). La marque rajoute aussi une guitare acoustique, la B-41C, dans sa gamme d'instruments. En 1999, Rico décède d’une crise cardiaque et son fils, Bernie Rico Jr., reprend ses activités,.
En 2001, la société de distribution Hanser Holdings International acquiert B.C. Rich mais Rico Jr. préserve la tête du département Handcrafted. La société lance la série SR Exclusive, conçue par Rico Jr. en mémoire de son père. Les modèles sont présentés pour la première fois au salon Namm de 2003. Bien que Rico Jr. dirige la production des modèles haut de gamme, à Hesperia, il continue à sous-traiter une partie de la construction des guitares à Tijuana. Cependant, les instruments qui sortent de l’usine BC South montrent des défauts de qualité et Rico Jr. essaie, par ailleurs, de réduire les coûts de production en utilisant des pièces bon marché. HHI met fin à la collaboration avec Rico Jr. et se tourne vers la firme Voodoo Guitar Works, dans l’Ohio, pour la production haut de gamme. En outre, elle engage le luthier Grover Jackson qui contribuera à la production de la série Gunslinger Handcrafted. En 2004 le modèle Virgo, une version altérée de la Virgin, est lancé sur le marché,. Actuellement HHI, entretemps rebaptisée Hanser Music Group, dirige B.C. Rich depuis Hebron, dans le Kentucky. Les instruments de la ligne Handcrafted sont produits à Cincinnati tandis que les autres sont fabriqués en Chine, en Corée du Sud et en Indonésie .

## Séries

### Séries fabriquées aux États-Unis
USA Hand made/Handcrafted: série haut de gamme de la marque dont les premiers modèles remontent aux années 1970. Actuellement les instruments de la série Handcrafted sont réalisés uniquement sur mesure.

### Séries importées
B.C. Rico: série produite au Japon en 1978. Le nom Rico avait été choisi pour distinguer ces instruments de ceux produits aux États-Unis. Seul 150 unités ont été importées.
Bronze: série entrée de gamme introduite en 1998. Les premiers modèles ont été produits en Corée du Sud et plus tard en Indonésie.
Master Euro: série moyenne gamme commercialisée entre 2008 et 2009 et qui était principalement destinée pour le marché européen. Les modèles B.C. Rich Master Euro ont été fabriqués dans l’usine Bohemia Musico-Delicia en République Tchèque.
NJ (Nagoya Japan): série moyenne gamme introduite en 1983. À l’origine les instruments étaient fabriqués au Japon avant que la production soit sous-traitée à la société coréenne Cort en 1986. Entre 1994 et 1998 la série NJ a été remplacée par la série Diamond.
Platinum: série entrée de gamme introduite en 1987 et dont la production était basée en Corée du Sud. Comme la NJ, la Platinum a été  remplacée en 1994 par une autre série, la Gold avant d’être réintroduite en 1998.
Rave: série entrée de gamme introduite en 1987 par Class Axe, il s’agit de la première série B.C. Rich de base. Elle a été remplacée en 1994 par la série Silver.
U.S.: série introduite en 1984. Bien qu’elle soit appelée U.S., cette série était d’abord produite au Japon avant d’être assemblée et finie aux États-Unis.

## Modèles de guitares
- Assassin/ASM
- Beast
- Bich
- Blaster (forme de Telecaster)
- Condor (proche de l'Eagle)
- Conte
- Dagger
- Death'r
- Draco
- Eagle
- Exclusive
- Explorer
- Fat Bob (réservoir de Harley-Davidson)
- Firebird
- Gunslinger
- Hydra
- Ignitor
- Innovator
- Ironbird
- Jazzbox (caisse creuse)
- Jr. V
- KKV
- Les Paul
- MAG
- Marion
- Meegs
- Mockingbird
- Mockingbird II
- Nighthawk
- Outlaw
- Punisher
- Supuration
- Seagull
- Seagull II
- Stealth
- ST
- ST III
- Thunderbird
- Thunderbolt
- Virgin
- Virgo
- Warpig (SG)
- Warlock
- Warlock II
- Warbeast
- Wave
- Widow
- Wrath
- Zombie

## Artistes B.C. Rich
- Dani Filth
- Erik Rutan
- Kerry King
- Lita Ford
- Matt Tuck
- Neil Boshart
- Paolo Gregoletto
- Pat O'Brien
- Chuck Schuldiner
- ICS Vortex

## Galerie photo

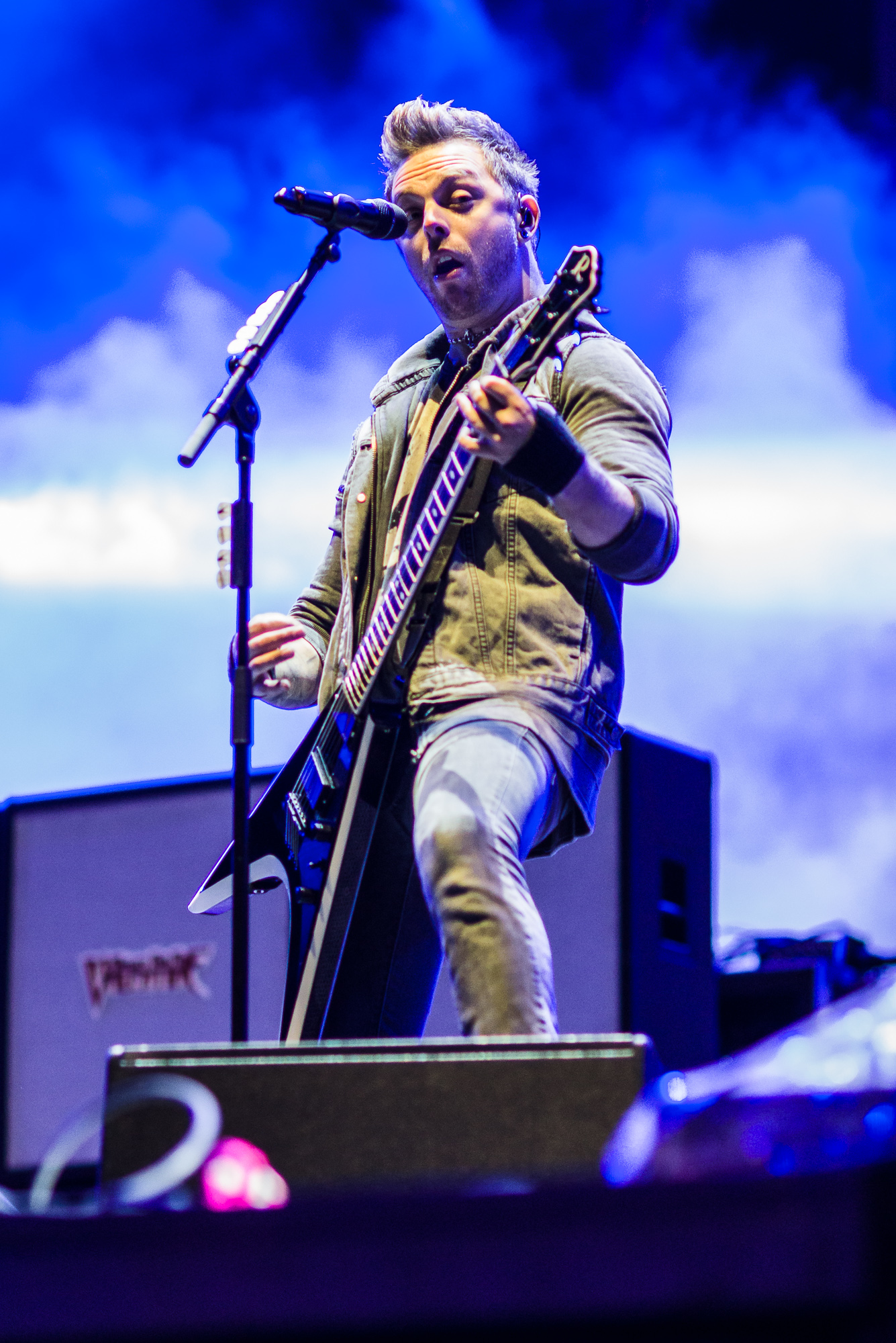
Matt Tuck avec son modèle signature
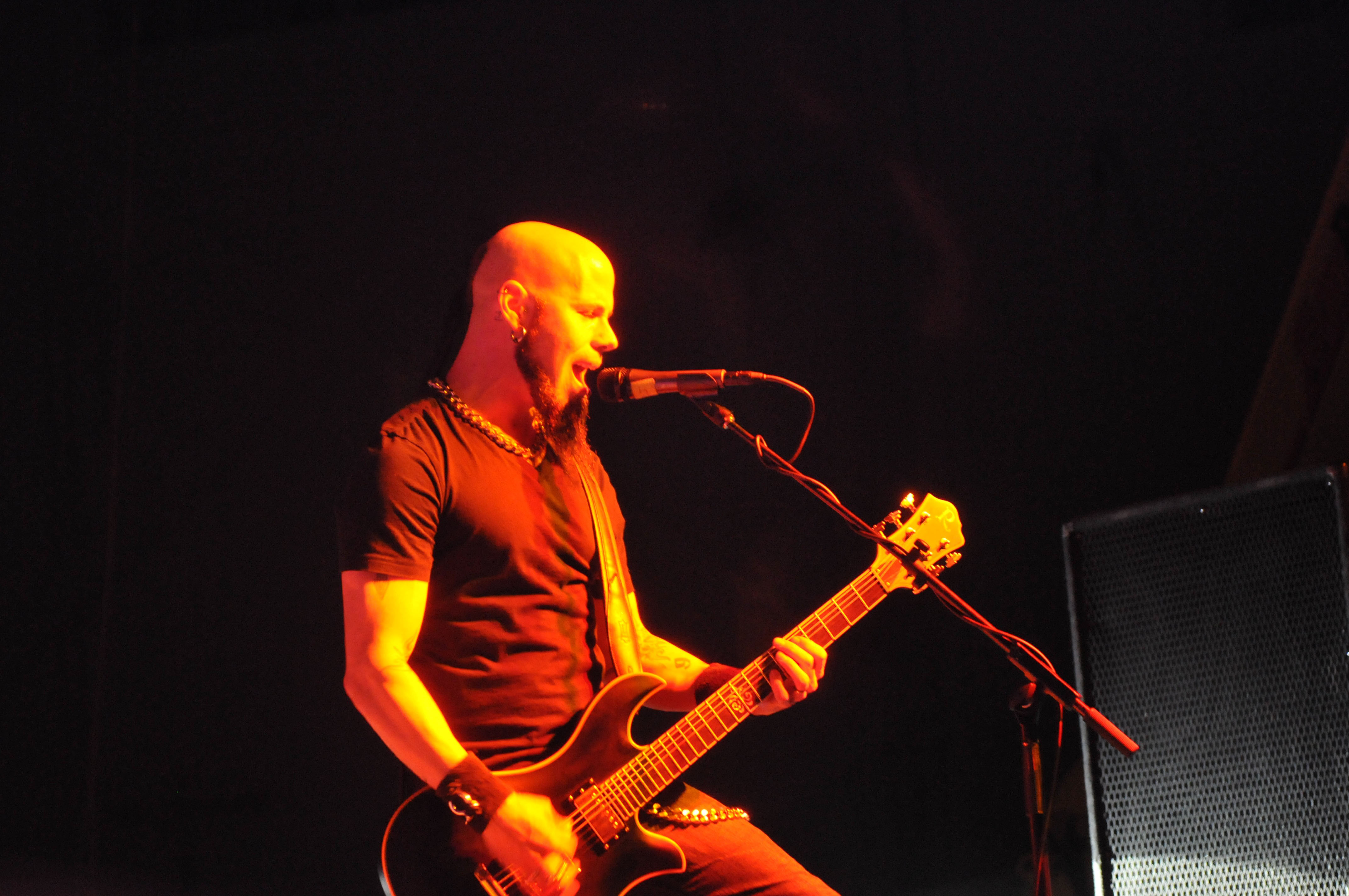
C.J. Pierce avec son modèle Eagle
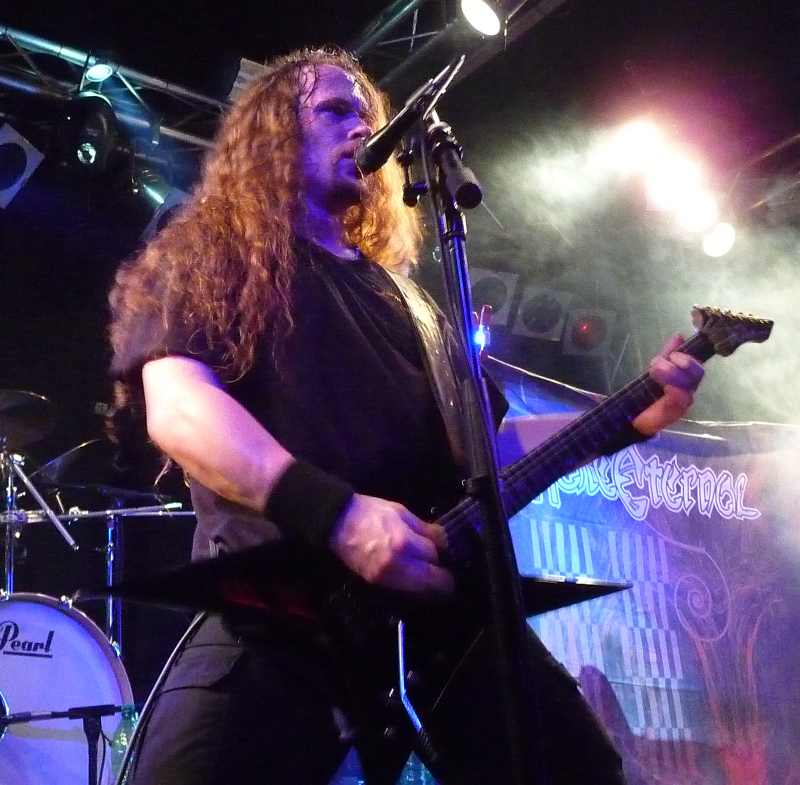
Erik Rutan avec un modèle Ironbird
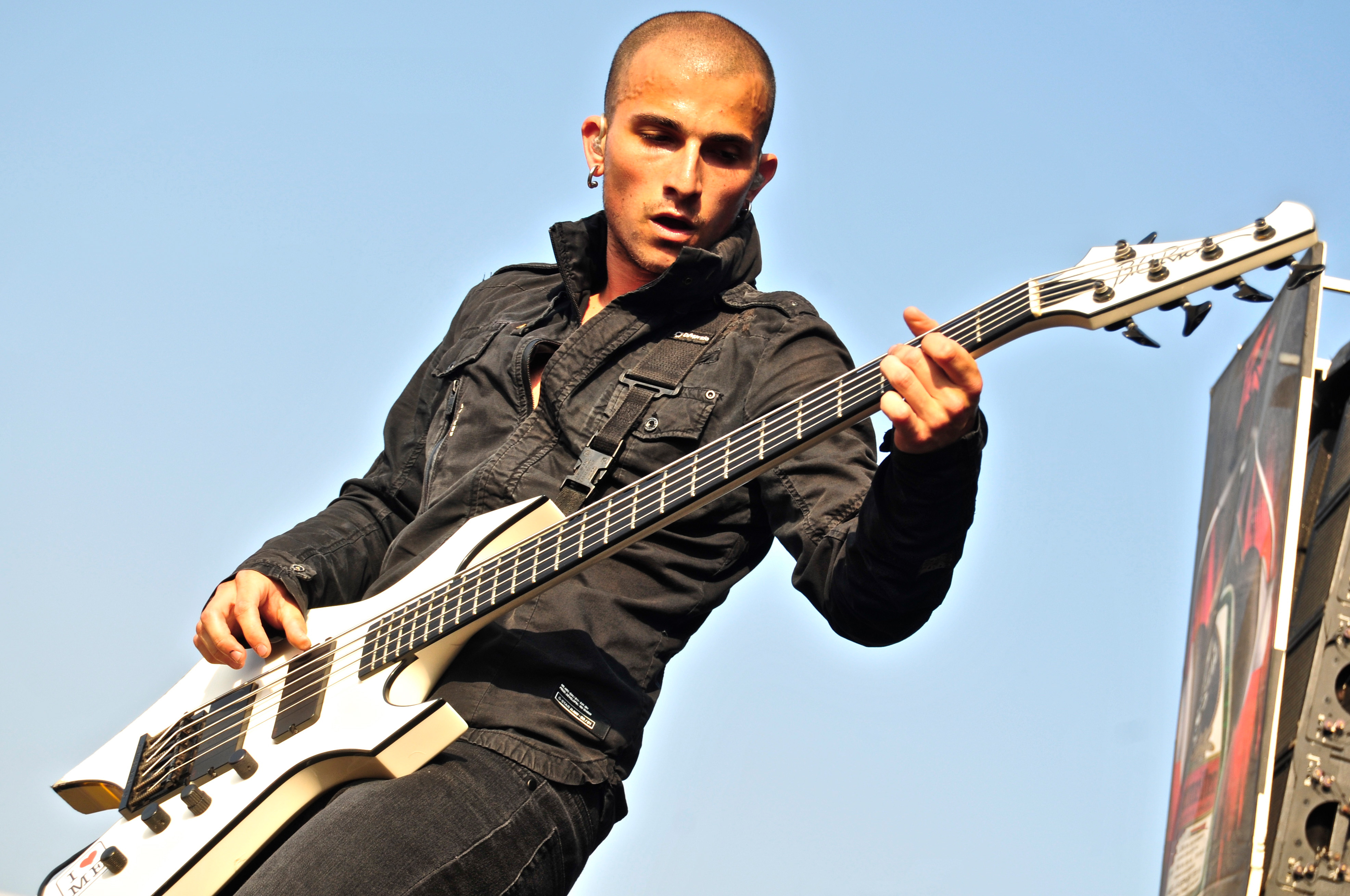
Paolo Gregoletto avec son modèle Warlock signature
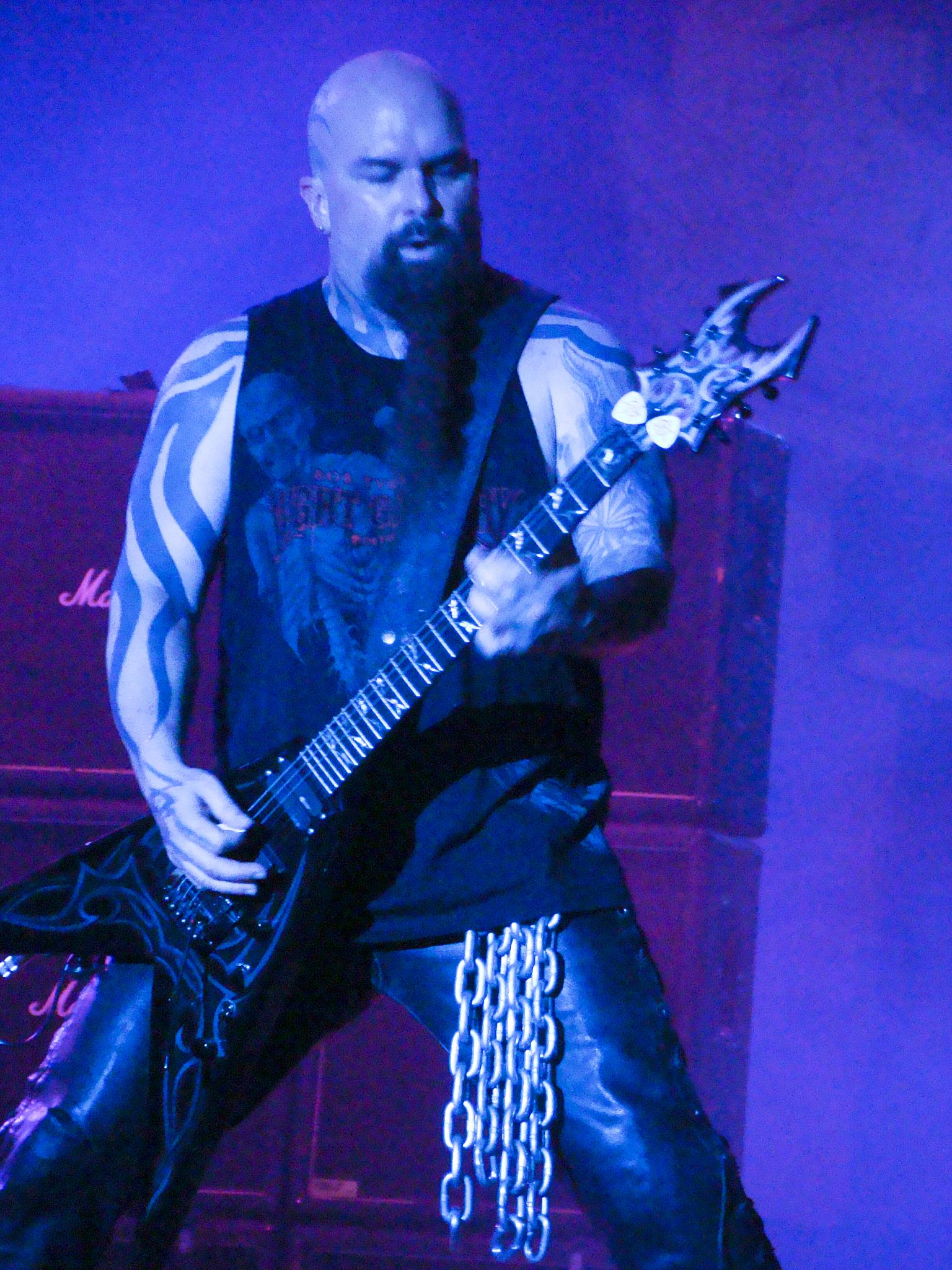
Kerry King avec son modèle KKV
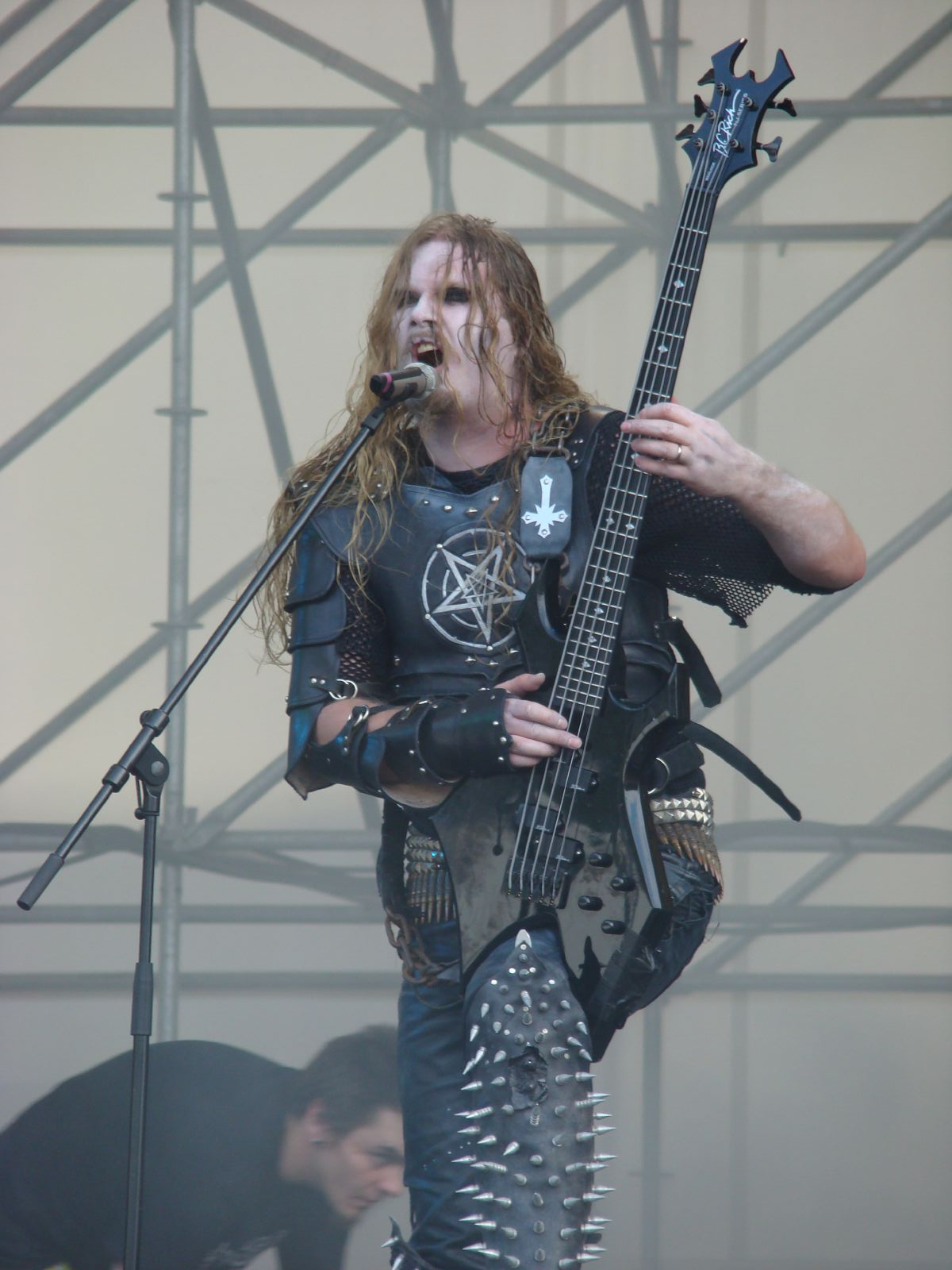
ICS Vortex avec une basse Warlock
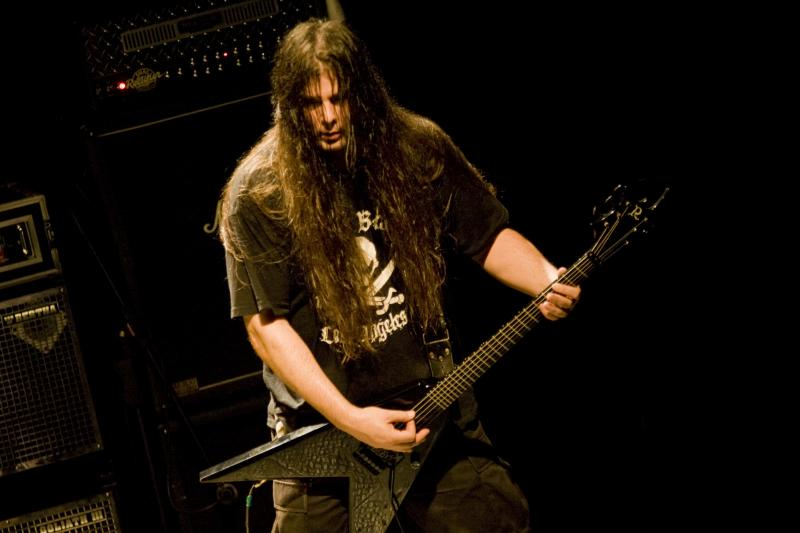
Pat O'Brien avec un modèle Jr. V
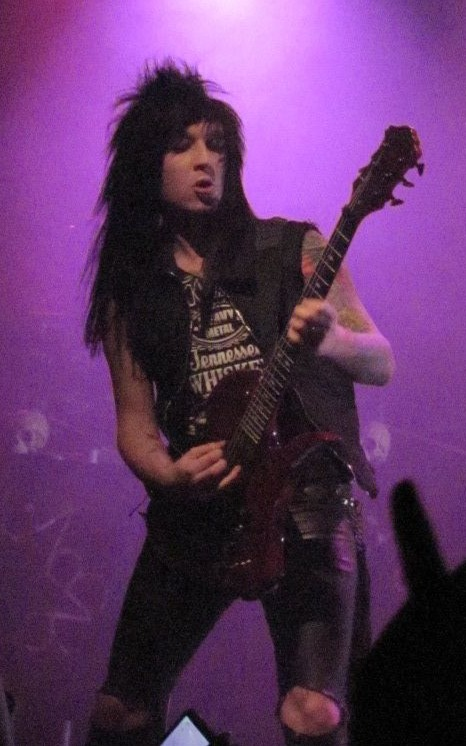
Jake Pitts avec un modèle Mockingbird
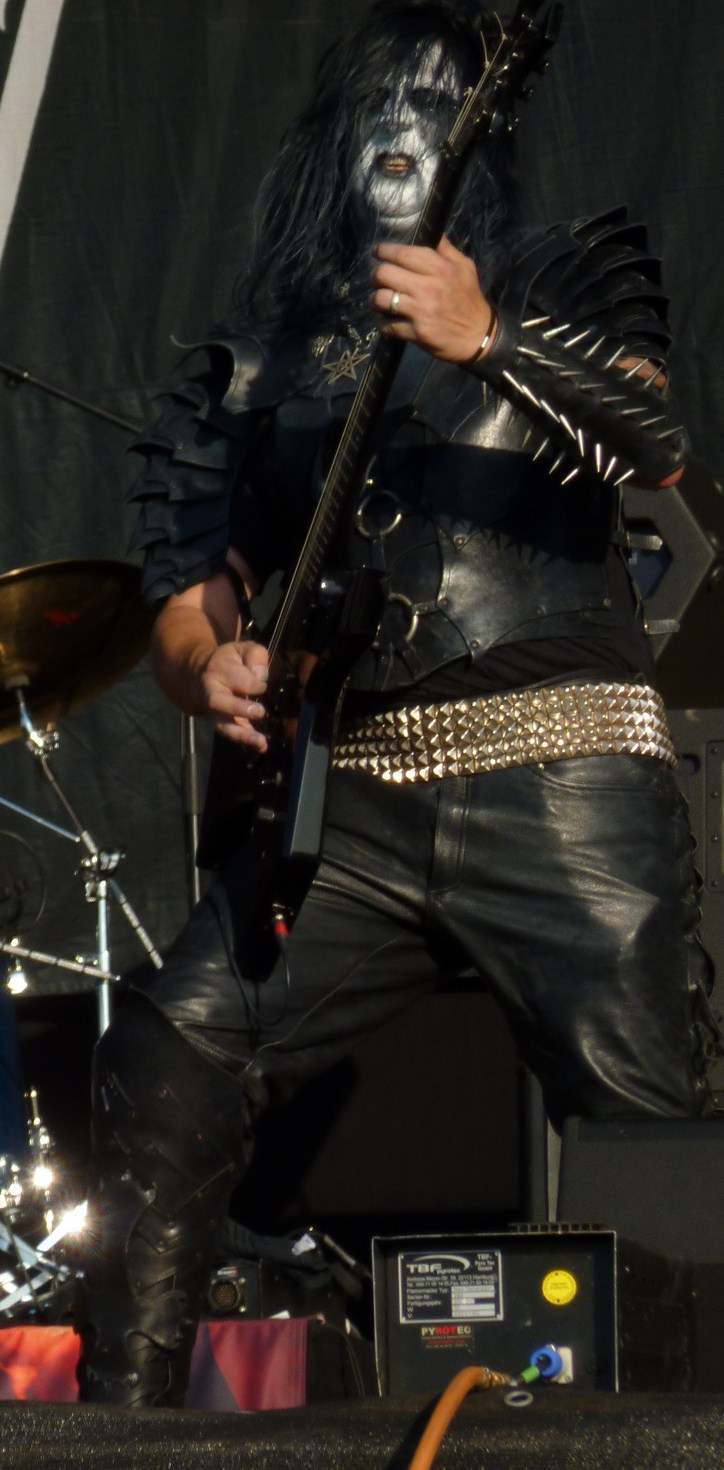
Lord Ahriman avec un modèle Warlock
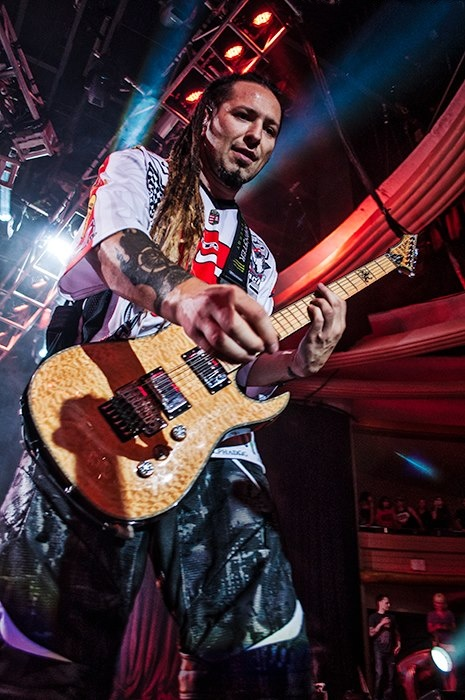
Zoltan Bathory et son modèle ASM
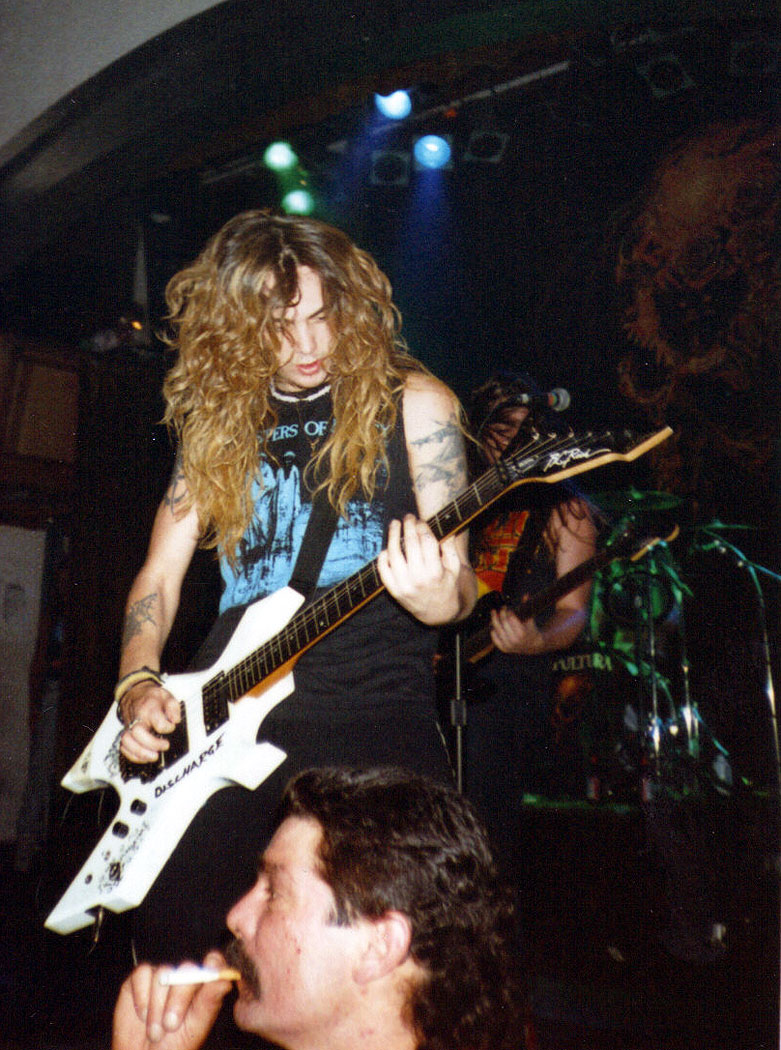
Max Cavalera avec une Warlock
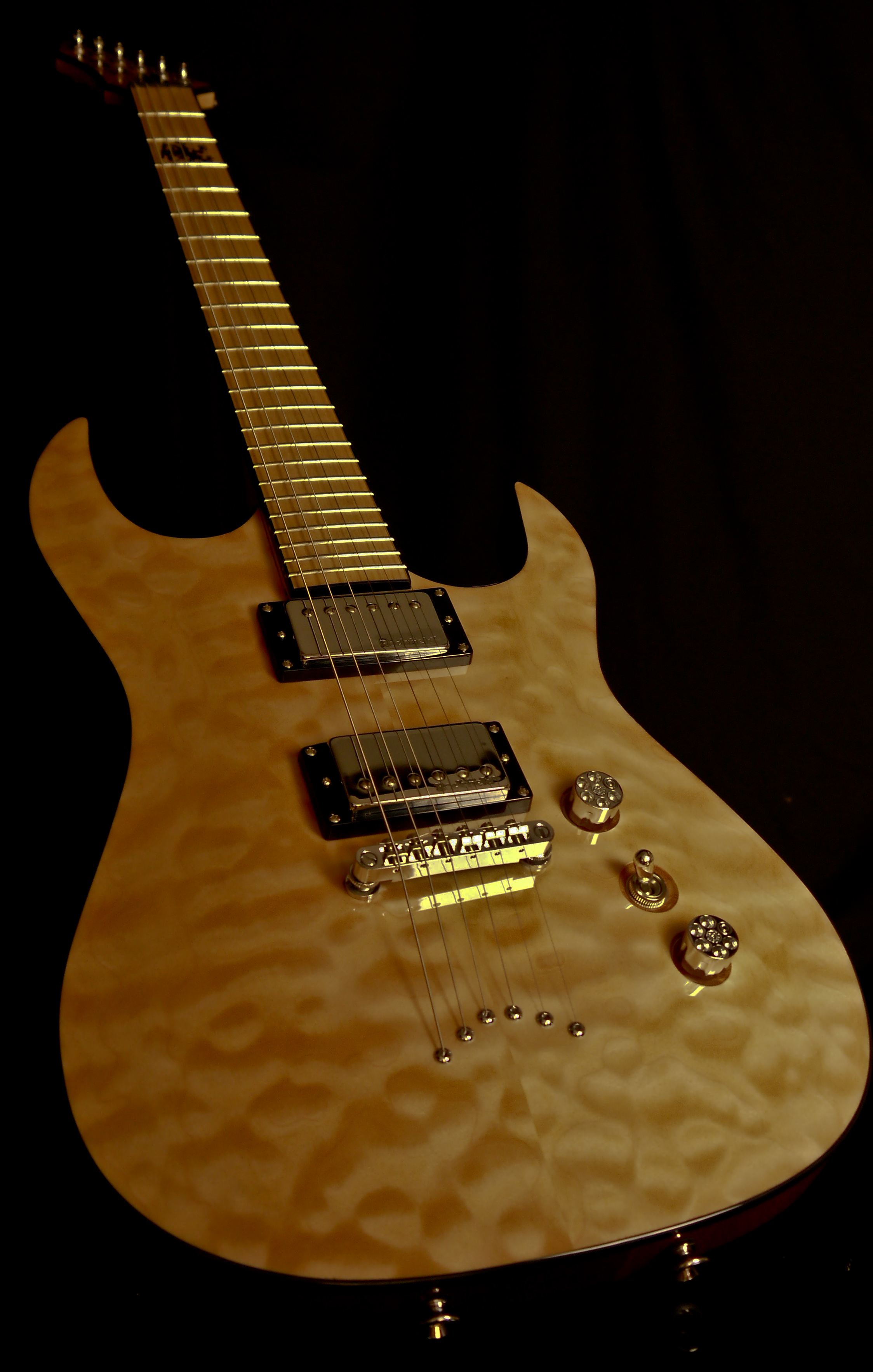
B.C. Rich Zoltan Bathory ASM
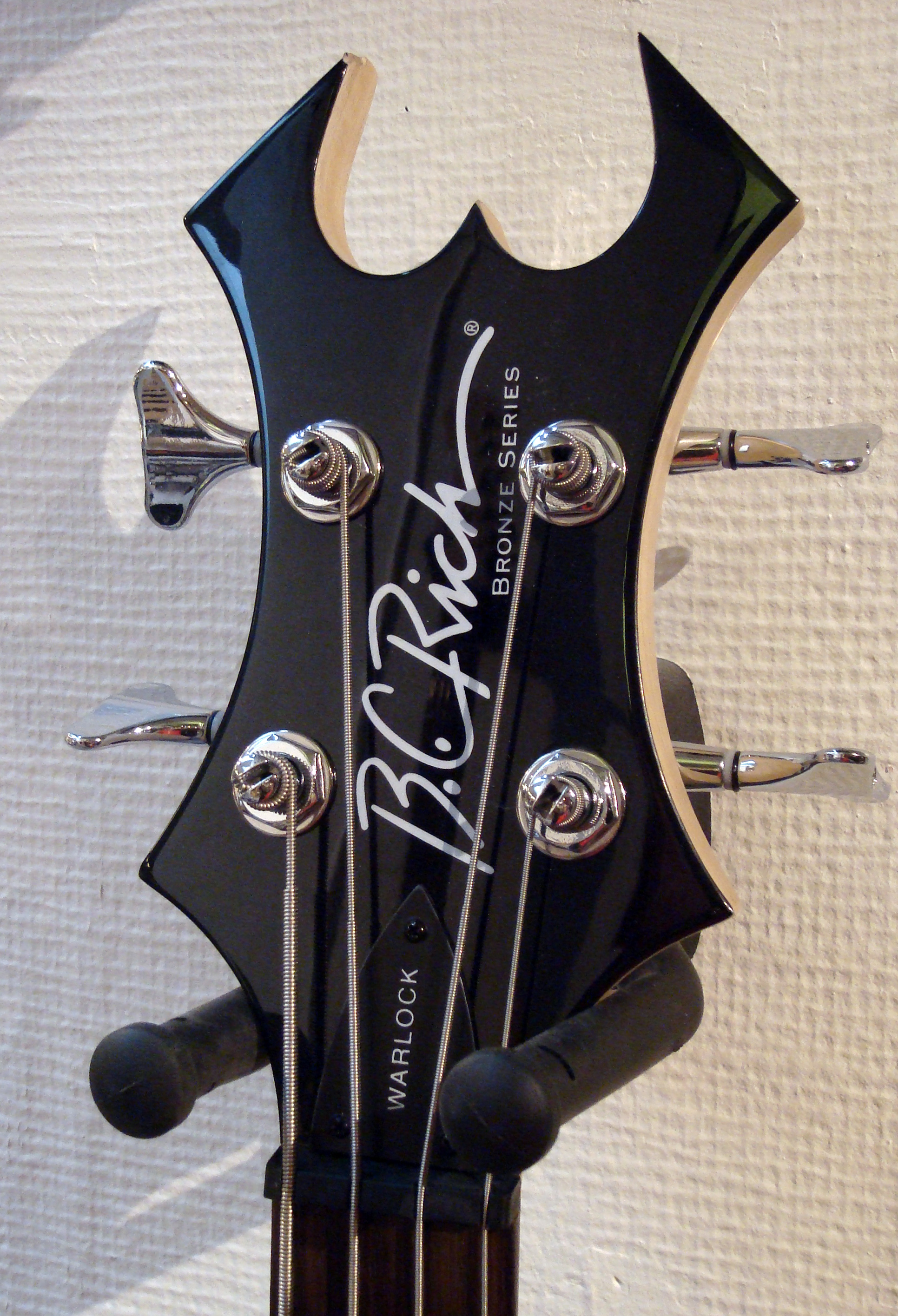
Tête d'une basse B.C. Rich Warlock Bronze Series (Widow)
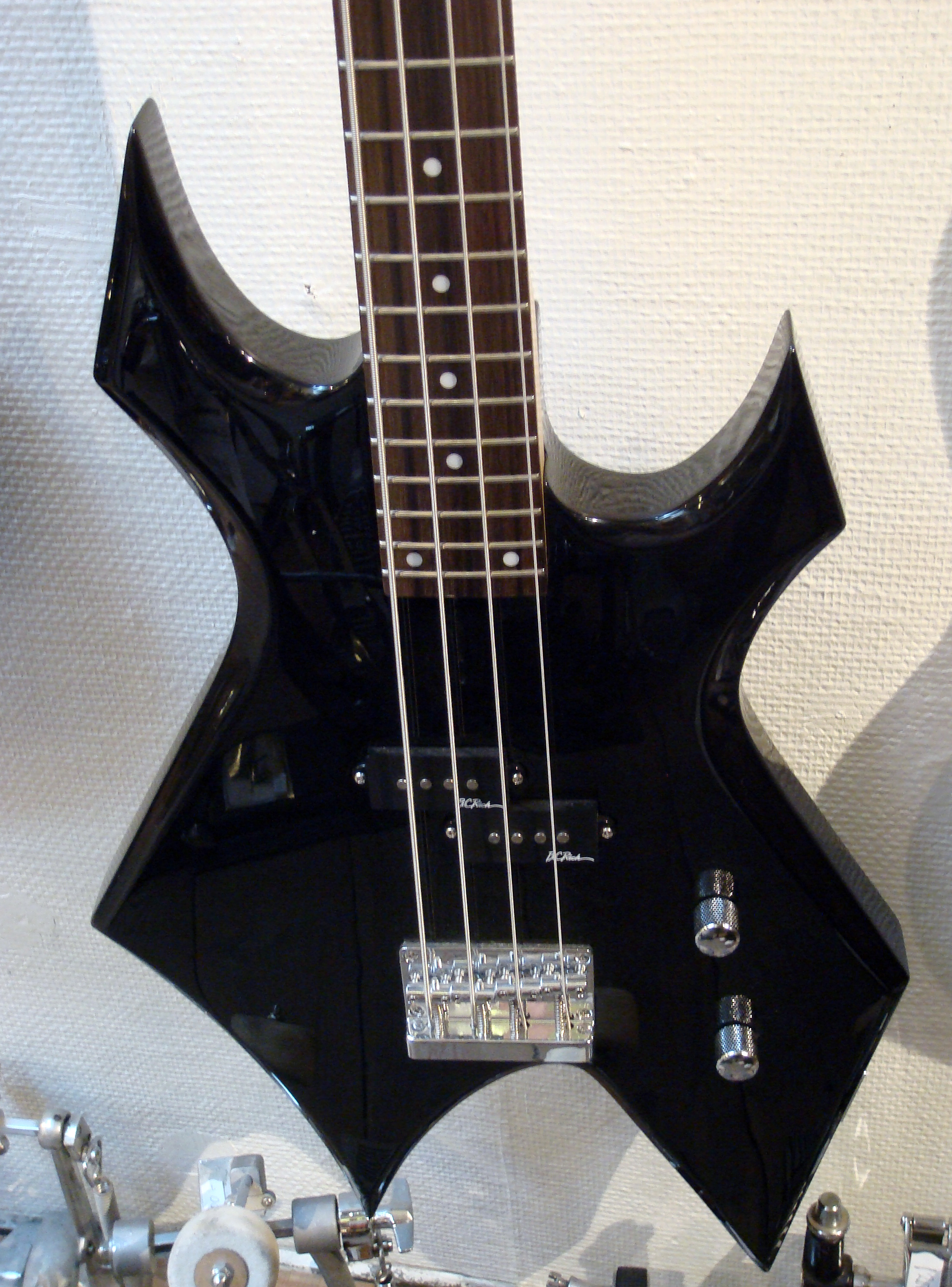
Corps d'une basse B.C. Rich Warlock Bronze Series
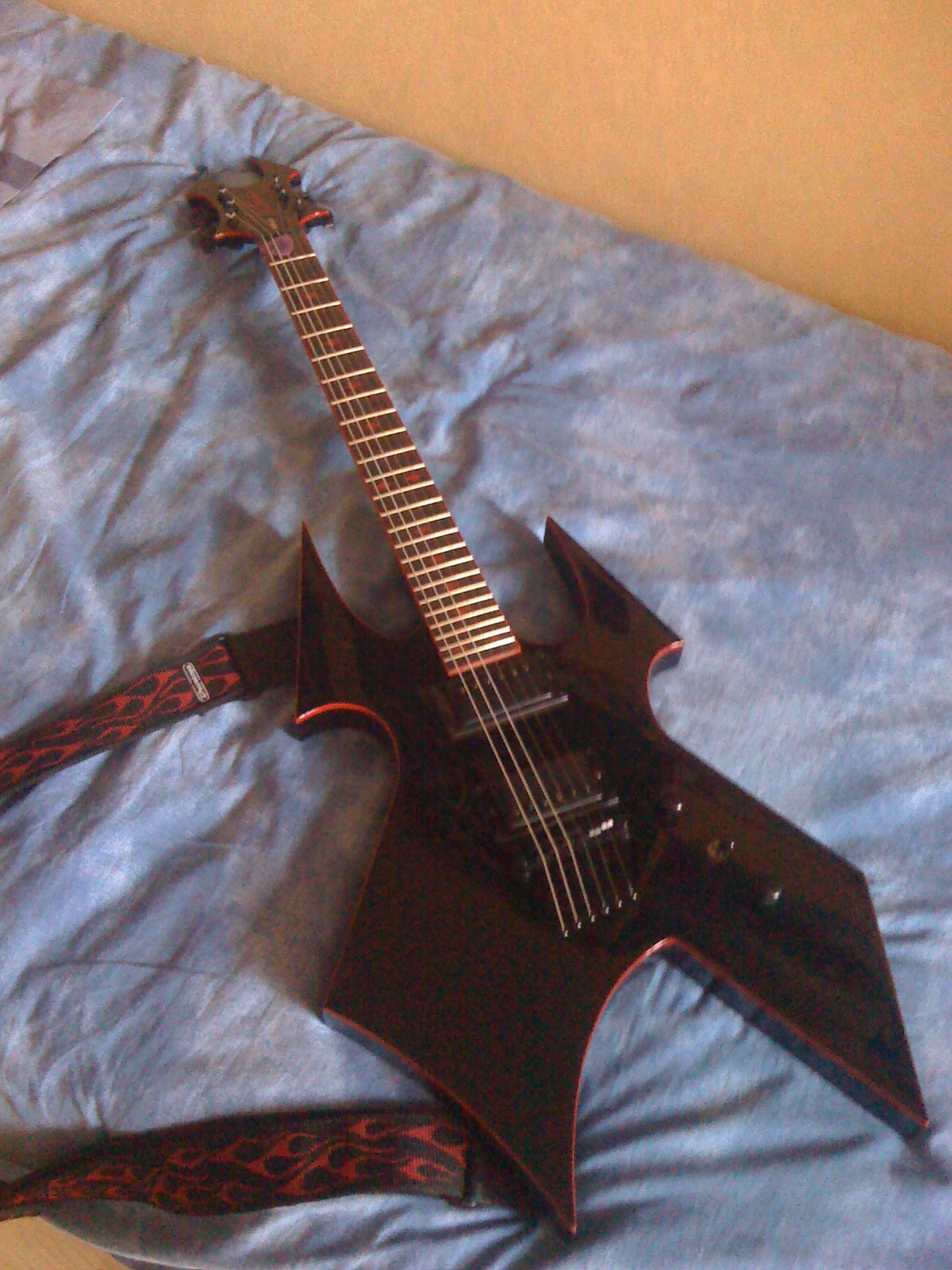
B.C Rich Warbeast Blood Bound
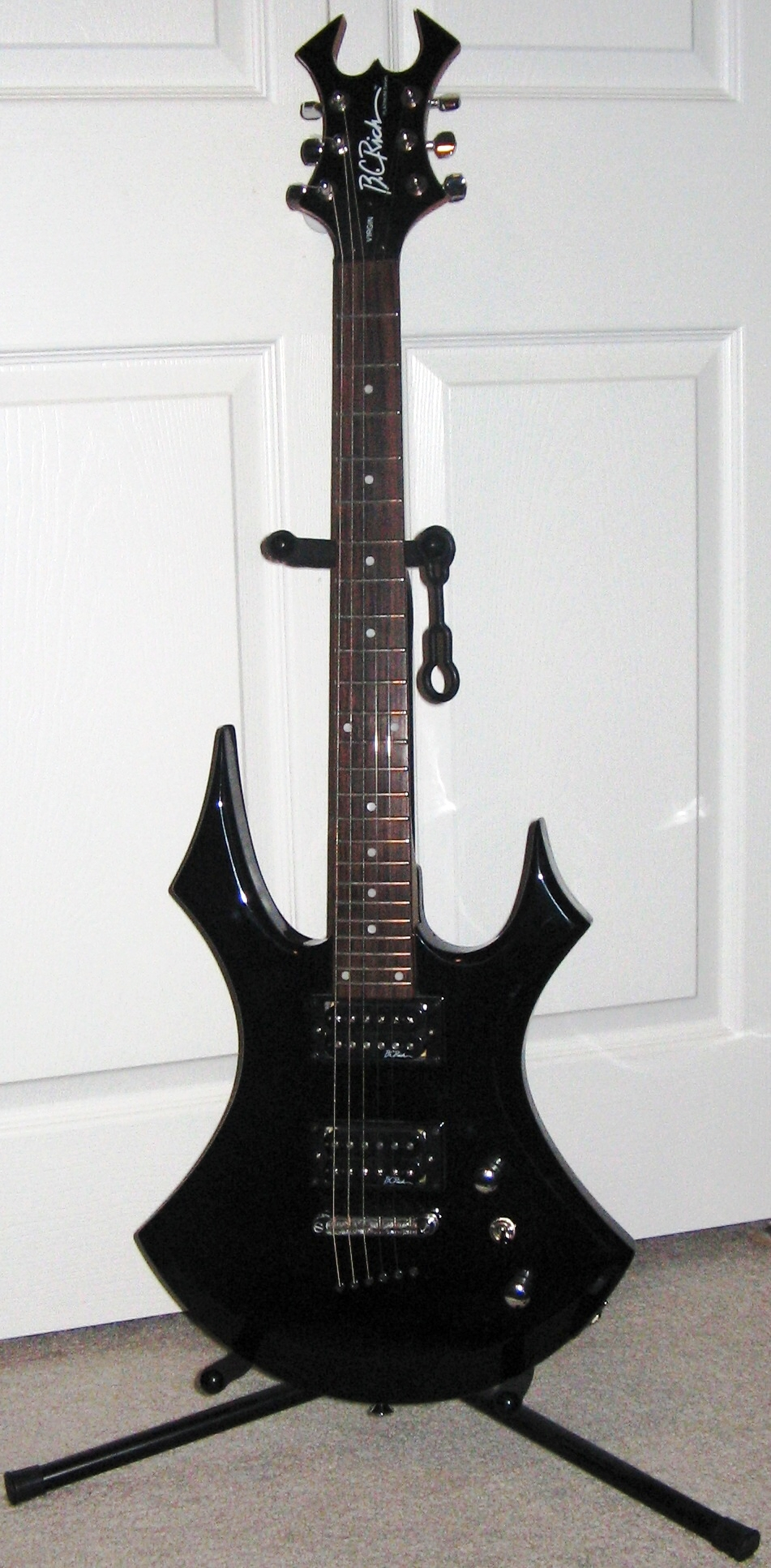
B.C. Rich Virgin Platinum Series
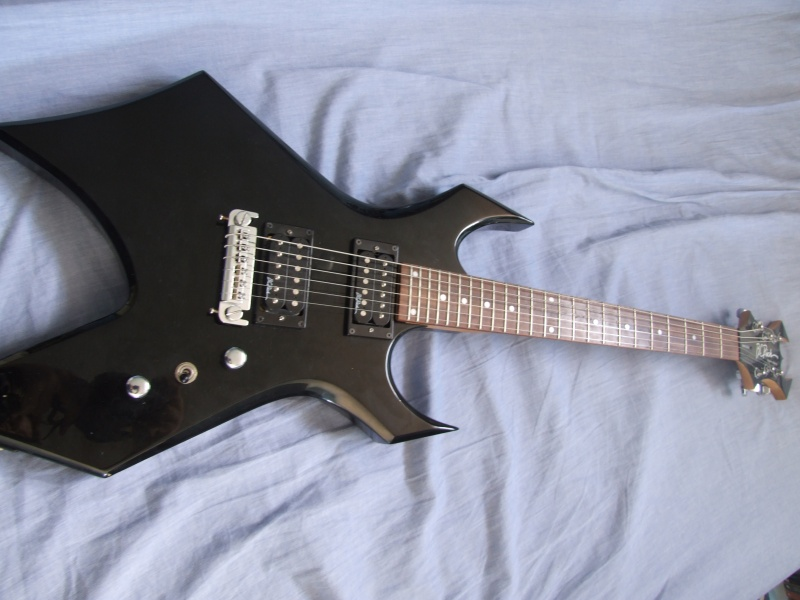
B.C. Rich Warlock